# پادشاه
پادشاه واژه‌ای پارسی است که به یک فرمانروا که بر یک پادشاهی حکومت می‌کند، اطلاق می‌شود. پادشاهان و به طبع حکومت آنان، انواع گوناگونی دارند؛ اگر شخص پادشاه قدرت و اختیارات حکومتی را بدون کنترل و محدودیت در اختیار داشته باشد، حکومت او یک پادشاهی مطلقه است. اما اگر قدرت او توسط قوانین و سه قوهٔ دولت محدود باشد، حکومت او یک پادشاهی مشروطه است. همچنین زمانی که پادشاهان بر اساس حق تولد یا وراثت به سلطنت برسند، پادشاهان موروثی هستند و زمانی که با انتخاب آراء به تخت برسند، پادشاهان انتخابی هستند. با این حال نظام‌های مشروطه، کاربرد یافته در دوران معاصر هستند و بیشتر پادشاهان در طول تاریخ از نوع نخست بوده‌اند.

## واژه‌شناسی
مطابق لغت‌نامه دهخدا، واژهٔ پادشاه نیز از فارسی پهلوی پاتَخشای یا پاتَخشاه آمده است که در فارسی باستان به ریخت پَتی خَشای ثیَه یا پَتی خَشایَ به معنای «کسی که با توانایی فرمان رانَد» بوده است. در برهان قاطع دربارهٔ این واژه آمده است: «نامی است فارسی باستانی، مرکب از پاد و شاه و پاد به معنی پاس و پاسبان و نگهبان و پائیدن و دارندگی تخت و اورنگ باشد و شاه به معنی اصل و خداوند و داماد و هر چیز که آن به سیرت و صورت از امثال و اقران بهتر و بزرگ‌تر باشد. چنان‌که خواهد آمد، پس معنی این اسم بر این تقدیر از چهار وجه بیرون نتواند بود؛ اول پاسبان بزرگ، چه سلاطین پاسبان خلق‌الله اند، دویم همیشه داماد و چون مُلک را به عروس تشبیه کرده‌اند، اگر خداوندِ مُلک را هم به این اسم خوانند مناسبت دارد، سیم چون پادشاه نسبت به سایر مردم اصل و خداوند باشد و پایندگی و دارندگی به حال او انسب است پس اگر او را به این نام خوانند لایق بود، چهارم خداوندِ تخت و اورنگ است و این معنی از جمیع معانی اولی باشد و بعضی گویند پادشاه به لغت باستانی به معنی اصل و خداوند و پاد پائیدن و دارندگی است و به حذف آخر…»
این واژه، گاه در معنایِ مجازیِ صاحب اختیار، دارای تسلط، خدا و مالک یک چیز نیز کاربرد دارد. فریدون جنیدی دربارهٔ «پادشاه» در کتاب حقوق جهان در ایران باستان می‌نویسد: «واژهٔ پادشاه در زبان‌های ایران باستان پائیتی خشَثْرَ (pāiti xšaøra) بود که نگهبان شهر، یا نگهبان کشور باشد.»
در زبان لاتین به پادشاهان رکس (به لاتین: Rex) و در انگلیسی کینگ (به انگلیسی: King) می‌گویند که ریشه آنگلوساکسونی دارد. در زبان عربی عناوین حاکم، سلطان و مَلِک نیز با معنای تقریباً مشابهی برابر با این واژه به‌کار می‌رود.

## انواع
حکومت پادشاهان در دسته‌بندی بر اساس چگونگی انتخاب و انتقال قدرت و حاکمیت، به پادشاهی موروثی (Hereditary Monarchy) و انتخابی (Elective Monarchy) تقسیم می‌شود. در سلطنت موروثی، حکومت مانند مِلک شخصی شاه است و پس از وی اغلب به پسر ارشد او می‌رسد. سلطنت، ادواری و موقت نیست و به دست آوردن و انتقال آن از راه مسالمت‌آمیز انجام نمی‌گیرد و تنها با مرگ شاه یا از راه زور به دیگری منتقل می‌شود. بر این اساس، در هر سلسلهٔ پادشاهی، اغلب شاه نخست با غلبه و زور و شاهان پس از وی، به شکل موروثی به قدرت می‌رسند؛ اما در سلطنت انتخابی، پادشاه از طرف ملت و مادام‌العمر انتخاب می‌شود. پادشاهی انتخابی با گذر زمان ممکن است به شکل موروثی تبدیل شود.

## فهرست پادشاهان کنونی
تا سال ۲۰۲۴، هفده پادشاه به عنوان حاکمان دولت‌های مستقل در جهان سلطنت می‌کنند. این شمار تنها شامل فرمانروایانی است که عنوان سلطنتی بومی‌شان رسماً به «پادشاه» ترجمه شده است و شامل دیگر فرمانروایان (مثلاً سلاطین) نمی‌شود. بیشتر این افراد پادشاهان مشروطه هستند. پادشاهان مطلقه تنها پادشاه عربستان سعودی، پادشاه بحرین و پادشاه اسواتینی هستند.
| پادشاه                                     | عنوان بومی              | کشور                   | آغاز پادشاهی    | مدت پادشاهی |
| ------------------------------------------ | ----------------------- | ---------------------- | --------------- | ----------- |
| هارالد پنجم، پادشاه نروژ                   | konge                   | پادشاهی نروژ           | ۱۷ ژانویه ۱۹۹۱  | ۳۴ سال      |
| کارل گوستاف شانزدهم، پادشاه سوئد           | konung                  | پادشاهی سوئد           | ۱۵ سپتامبر ۱۹۷۳ | ۵۱ سال      |
| فلیپه ششم، پادشاه اسپانیا                  | rey (رِی)                | پادشاهی اسپانیا        | ۱۹ ژوئن ۲۰۱۴    | ۱۰ سال      |
| ویلم-آلکساندر، پادشاه هلند                 | koning (کُنینگ)          | پادشاهی هلند           | ۳۰ آوریل ۲۰۱۳   | ۱۱ سال      |
| فیلیپ، پادشاه بلژیک                        | koning یا roi یا König  | پادشاهی بلژیک          | ۲۱ ژوئیه ۲۰۱۳   | ۱۱ سال      |
| سلمان بن عبدالعزیز آل سعود، پادشاه عربستان | ملک (مَلِک)               | پادشاهی عربستان سعودی  | ۲۳ ژانویه ۲۰۱۵  | ۱۰ سال      |
| عبدالله دوم، پادشاه اردن                   | ملک (مَلِک)               | پادشاهی اردن           | ۷ فوریه ۱۹۹۹    | ۲۶ سال      |
| محمد ششم، پادشاه مراکش                     | ملک (مَلِک)               | پادشاهی مراکش          | ۲۳ ژوئیه ۱۹۹۹   | ۲۵ سال      |
| حمد بن عیسی آل خلیفه، پادشاه بحرین         | ملک (مَلِک)               | پادشاهی بحرین          | ۱۴ فوریه ۲۰۰۲   | ۲۳ سال      |
| واجیرالونگکورن، پادشاه تایلند              | กษัตริย์ (کاسات)           | پادشاهی تایلند         | ۱۳ اکتبر ۲۰۱۶   | ۸ سال       |
| جیگمی خسار نامگیال وانگچوک، پادشاه بوتان   | འབྲུག་རྒྱལ་པོ་ (دروک گیالپو) | پادشاهی بوتان          | ۹ دسمابر ۲۰۰۶   | ۱۸ سال      |
| نوردوم سیهامونی، پادشاه کامبوج             | ស្ដេច (سْدِک)               | پادشاهی کامبوج         | ۱۴ اکتبر ۲۰۰۴   | ۲۰ سال      |
| توپوی ششم، پادشاه تونگا                    | tu'i (تویی)             | پادشاهی تونگا          | ۱۸ مارس ۲۰۱۲    | ۱۳ سال      |
| لتسی سوم، پادشاه لسوتو                     | morena (مورِنا)          | پادشاهی لسوتو          | ۷ فوریه ۱۹۹۶    | ۲۹ سال      |
| مسواتی سوم، پادشاه اسواتینی                | ngwenyama (نانواما)     | پادشاهی اسواتینی       | ۲۵ آوریل ۱۹۸۶   | ۳۸ سال      |
| چارلز سوم، پادشاه بریتانیا                 | King (کینگ)             | پادشاهی متحده بریتانیا | ۸ سپتامبر ۲۰۲۲  | ۲ سال       |
| فردریک دهم، پادشاه دانمارک                 | Konge (کانگ)            | پادشاهی دانمارک        | ۱۴ ژانویه ۲۰۲۴  | ۱ سال       |